# Internationale Filmfestspiele Berlin 1971
Die Internationalen Filmfestspiele Berlin 1971 fanden vom 25. Juni bis zum 6. Juli 1971 statt.
Nach dem Skandal der Berlinale 1970, als die gesamte Jury um Jury-Präsident George Stevens aus Protest und Uneinigkeit gegenüber den Film o. k. von Michael Verhoeven zurückgetreten war, stand die Berlinale 1971 im Zeichen von Reformen. Der Skandal war gleichzeitig Geburtsstunde für das Internationale Forum des jungen Films. Forums-Gründer Ulrich Gregor übernahm die Festivalleitung und war gleichberechtigt mit Alfred Bauer. Gregor gab fortan dem progressiven jungen Film ein Podium, das neben dem Wettbewerb jungen Filmemachern zu internationaler Aufmerksamkeit verhalf.
Wolf Donner sah in seiner Nachlese in der Zeit vom 9. Juli 1971 in der sauberen Trennung von Kunst und Kommerz (Forum und Wettbewerb) zwar einen faulen Kompromiss, befand jedoch, dass die 21. Berlinale ohne Forum ein kompletter Reinfall gewesen wäre. Die Filme der Sozialkritik, des Aufruhrs, der Polemik, der Aggressionen und Agitationen seien vergessen: Die ganze Welt produziere love-stories en gros und en detail, banale Dreiecksgeschichten und Trivialitäten aus dem Poesiealbum, aufgeblasen zu gefühligen, ungeheuer bombastischen und geschmäcklerischen Melodramen. Die weiche Welle sei ausgebrochen, ein Kino der Liebe und der Schönheit, der neuen Innerlichkeit und des bedingungslosen Ästhetizismus. Nach dem Debakel im letzten Jahr, als das Festival abgebrochen wurde und sein Leiter, Dr. Bauer, zurücktrat, glaubte man, hier werde sich wirklich etwas ändern. Aber der A-Status des Wettbewerbs (offizielle Länder-Nominierungen und noch nicht öffentlich oder auf anderen Festivals gezeigte Filme), die internationale Jury, die Preise und auch Dr. Bauer seien geblieben. Und die glatten, gefälligen, unerheblichen „Welturaufführungen“, unter denen nur die Filme von Delvaux, Bresson und vielleicht noch von Pasolini (Decameron) eine Auseinandersetzung wert sind, auch. Das offizielle Programm in diesem Jahr sei so fragwürdig und absurd, wie eine mit Steuergeldern subventionierte Messe von Groschenromanen, Boulevard-Theateraufführungen oder Schlafzimmer und Sofabildern es gewesen wäre.

## Wettbewerb
Folgende Filme wurden auf der Berlinale 1971 im Wettbewerb gezeigt:
| Filmtitel                             | Regisseur                 | Produktionsland                  | Darsteller (Auswahl)                                          |  |
| Ai futatabi                           | Kon Ichikawa              | Japan                            | Renaud Verley                                                 |  |
| Bloomfield                            | Richard Harris, Uri Zohar | Großbritannien, Israel           | Richard Harris, Romy Schneider                                |  |
| Decameron                             | Pier Paolo Pasolini       | Italien, Frankreich, Deutschland |                                                               |  |
| Denkt bloß nicht, daß wir heulen      | Stanley Kramer            | USA                              |                                                               |  |
| Dulcima                               | Frank Nesbitt             | Großbritannien                   | Carol White, John Mills, Stuart Wilson                        |  |
| Die ersten Tage                       | Herbert Holba             | Österreich                       |                                                               |  |
| Der Garten der Finzi Contini          | Vittorio De Sica          | Italien, Deutschland             | Lino Capolicchio, Dominique Sanda, Fabio Testi, Helmut Berger |  |
| Glücklicher Scheißer                  | Vilgot Sjöman             | Schweden                         |                                                               |  |
| Jaider, der einsame Jäger             | Volker Vogeler            | Deutschland                      | Gottfried John                                                |  |
| Die Katze                             | Pierre Granier-Deferre    | Frankreich, Italien              | Jean Gabin, Simone Signoret                                   |  |
| Love Is War                           | Ragnar Lasse-Henriksen    | Norwegen                         |                                                               |  |
| Das Mädchen Lone                      | Franz Ernst               | Dänemark                         |                                                               |  |
| Mein kleiner Franzose war sehr lecker | Nelson Pereira dos Santos | Brasilien                        |                                                               |  |
| Ninì Tirabusciò                       | Marcello Fondato          | Italien                          | Monica Vitti                                                  |  |
| Rdece klasje                          | Zivojin Pavlovic          | Jugoslawien                      |                                                               |  |
| Rendezvous in Bray                    | André Delvaux             | Frankreich, Belgien, Deutschland | Anna Karina, Mathieu Carrière, Bulle Ogier                    |  |
| Verzweifelte Menschen                 | Frank D. Gilroy           | USA                              | Shirley MacLaine, Kenneth Mars                                |  |
| Vier Nächte eines Träumers            | Robert Bresson            | Frankreich                       |                                                               |  |
| Wer im Glashaus liebt …               | Michael Verhoeven         | Deutschland                      | Senta Berger, Hartmut Becker, Marianne Blomquist              |  |
| Whity                                 | Rainer Werner Fassbinder  | Deutschland                      | Ron Randell, Hanna Schygulla, Harry Baer, Ulli Lommel         |  |

## Internationale Jury
Jurypräsident war in diesem Jahr der Däne Bjørn Rasmussen. Weitere Jurymitglieder: Walter Albuquerque Mello (Brasilien), Paul Claudon (Frankreich), Ida Ehre (Deutschland), Kenneth Harper (Großbritannien), Mani Kaul (Indien), Charlotte Kerr (Deutschland), Rex Reed (USA) und Giancarlo Zagni (Italien).

## Preisträger
- Goldener Bär: Der Garten der Finzi Contini
- Silberne Bären:
  - Decameron (Sonderpreis der Jury)
  - Shirley MacLaine in Verzweifelte Menschen und Simone Signoret in Die Katze (Beste Darstellerin)
  - Jean Gabin in Die Katze (Bester Darsteller)
  - Frank D. Gilroy (Bestes Drehbuch und Dialoge)
  - Ragnar Lasse-Henriksen (Beste Kamera)